# La incursión
La incursión. Historia de un voluntario  es un cuento del escritor ruso León Tolstói publicado en 1853. Es su primer cuento y su segunda obra publicada, con el que da comienzo a un ciclo de obras ambientadas en el Cáucaso.
La historia refleja las vivencias del propio autor durante su estancia en el Cáucaso: al igual que el narrador del cuento, Tolstói participó en un ataque militar a un poblado montañoso.

## Cronología

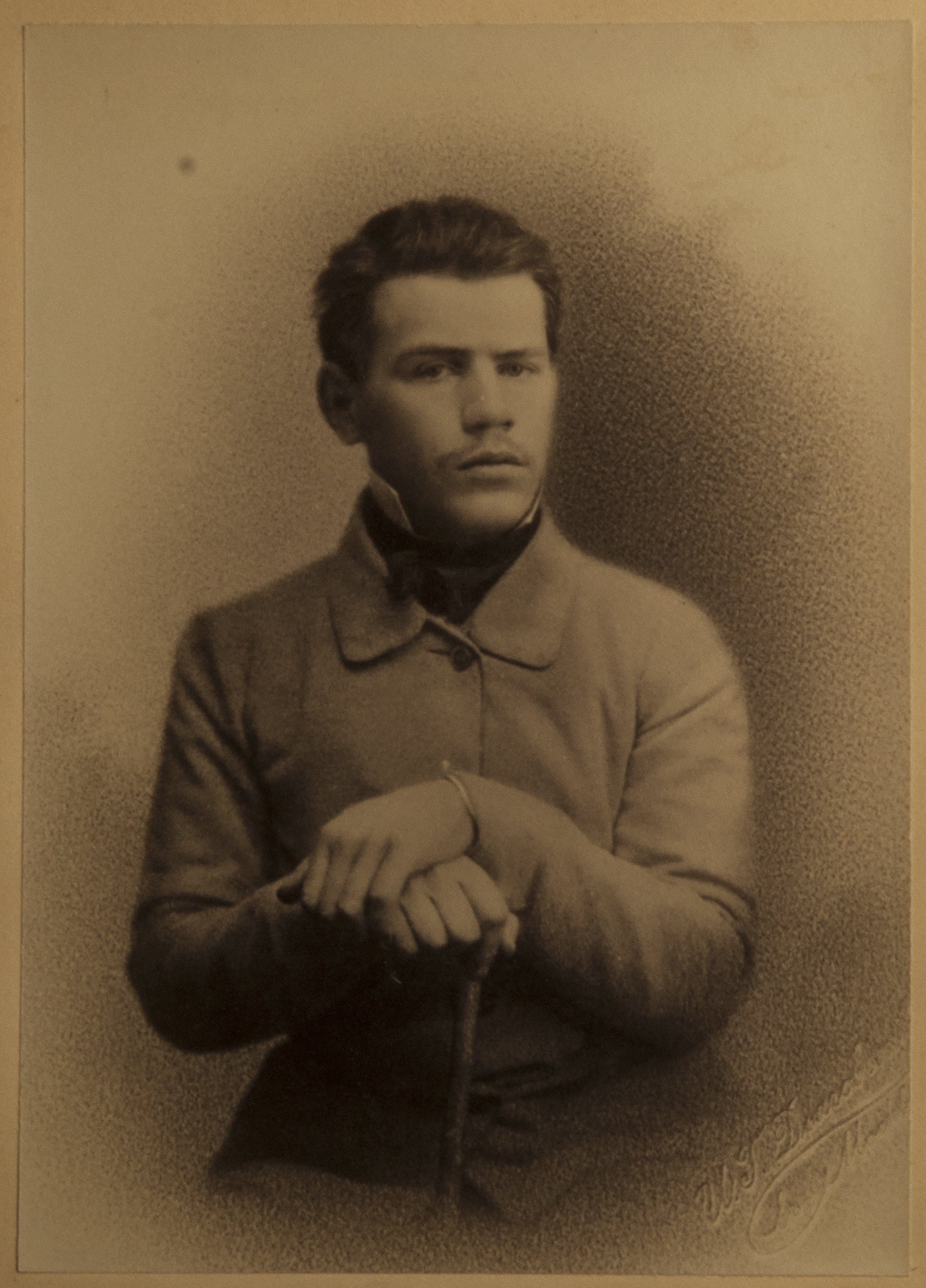
Tolstói en 1851.

Su estancia en el Cáucaso comienza el 30 de mayo de 1851, día en que llega a la aldea de Starogládkovskaya, y finaliza el 19 de enero de 1854, día que parte de regreso a Yásnaia Poliana.Aunque oficialmente Tolstói se une al ejército a principios de 1852, durante 1851 ya participaba en acciones militares.
A mediados de 1851, como voluntario, participó en un ataque del destacamento ruso a los pueblos montañosos, bajo el mando del príncipe Bariátinski.Hay una similitud tan evidente entre el personaje del general y el príncipe Bariátinski, que Tolstói, poco después de su publicación, escribe en su diario: «Me preocupa mucho que Bariátinski se reconozca a sí mismo en el relato La incursión».
El inicio del trabajo se remonta a mayo de 1852. Aún sin terminar Infancia, Tolstói empezó a trabajar en la obra, que inicialmente se llamaba La carta desde el Cáucaso.El 24 de diciembre de 1852, Tolstói escribe: «Terminé la historia, no es mala», y el 26 de diciembre la envía.

### Citas
1. ↑  Mendelssohn, 1935, p. 299.
2. 1 2  Mendelssohn, 1935, p. 287.
3. ↑  Mendelssohn, 1935, p. 288.
4. ↑  Mendelssohn, 1935, p. 287-288.
5. ↑  Mendelssohn, 1935, p. 289.
6. ↑  Mendelssohn, 1935, p. 289-290, 292.
7. ↑  Mendelssohn, 1935, p. 292.

#### Libros
- Mendelssohn, N. M. (1935). «Comentarios. La incursión».  En N. M. Mendelssohn; S. L. Tolstói, eds. Obras, 1852-1856 (Obras completas de León Tolstói en 90 volúmenes) (en ruso) 3. Moscú, Rusia: Biblioteca Estatal Rusa. pp. 287-304.